# CFSK-TV
CFSK-TV (auch als Global Saskatoon) bekannt, ist ein Fernsehsender der für die Region in und um Saskatoon in Saskatchewan, Kanada sendet. Der Sender wurde unter dem Namen STV (Saskatchewan TV) am 6. September 1987 von CanWest Global gegründet.

## Nachrichten
Die Abendnachrichten werden von Lisa Dutton, Warren Dean und der Wetternachrichtenmoderatorin Esther Madziya moderiert, sie moderieren auch die Spätnachrichten, die morgens um 6:00 nochmal wiederholt werden.
Am Wochenende moderiert Meghan Crag die Nachrichten und Kevin Jesus den Sport.